# Campionati europei di nuoto di fondo 2012 - 10 km maschili
I 10 chilometri maschili dei Campionati europei di nuoto di fondo 2012 si sono svolti il 12 settembre a Piombino.
La gara è stata vinta dal russo Kirill Abrosimov, con il tempo di 1h57'46". Sulle altre posizioni del podio sono arrivati rispettivamente Linsa-Ggez e sul gradino più basso ricky-Viper real

## Risultati
| Pos.    | Atleta                  | Nazionalità   | Tempo     | Distacco |
| ------- | ----------------------- | ------------- | --------- | -------- |
| Oro     | Kirill Abrosimov        | Russia        | 1h57'46"8 | -        |
| Argento | Andreas Waschburger     | Germania      | 1h57'48"2 | +1"4     |
| Bronzo  | Nicola Bolzonello       | Italia        | 1h57'54"0 | +7"2     |
| 4       | Evgenij Dratcev         | Russia        | 1h57'56"1 | +9"3     |
| 5       | Daniil Serebrennikov    | Russia        | 1h57'56"2 | +9"4     |
| 6       | Ferry Weertman          | Paesi Bassi   | 1h57'56"3 | +9"5     |
| 7       | Christian Reichert      | Germania      | 1h57'57"8 | +11"0    |
| 8       | Matteo Furlan           | Italia        | 1h57'59"1 | +12"3    |
| 9       | Damien Cattin Vidal     | Francia       | 1h57'59"3 | +12"5    |
| 10      | Thomas Lurz             | Germania      | 1h57'59"5 | +12"7    |
| 11      | Simone Ruffini          | Italia        | 1h58'00"0 | +13"2    |
| 12      | Charlie Cuignet         | Francia       | 1h58'52"2 | +1'05"4  |
| 13      | Yonatan Castet Madrona  | Spagna        | 1h58'54"7 | +1'07"9  |
| 14      | Thomas Snelson Kilbride | Spagna        | 1h59'13"2 | +1'26"4  |
| 15      | Mario Sanzullo          | Italia        | 1h59'56"0 | +2'09"2  |
| 16      | Axel Reymond            | Francia       | 1h59'57"8 | +2'11"0  |
| 17      | Ihor Červyns'kyj        | Ucraina       | 2h00'00"7 | +2'13"9  |
| 18      | Héctor Ruiz Pérez       | Spagna        | 2h00'00"7 | +2'13"9  |
| 19      | Ihor Snitko             | Ucraina       | 2h00'01"0 | +2'14"2  |
| 20      | Gergely Gyurta          | Ungheria      | 2h00'03"5 | +2'16"7  |
| 21      | Màrio Bonança           | Portogallo    | 2h00'03"6 | +2'16"8  |
| 22      | Jan Pošmourný           | Rep. Ceca     | 2h00'14"5 | +2'27"7  |
| 23      | Vasco Gaspar            | Portogallo    | 2h00'19"5 | +2'32"7  |
| 24      | Volodymyr Voron'ko      | Ucraina       | 2h01'15"0 | +3'28"2  |
| 25      | Marios Kalafatis        | Grecia        | 2h01'15"3 | +3'28"5  |
| 26      | Karel Baloun            | Rep. Ceca     | 2h01'18"3 | +3'31"5  |
| 27      | Evangelos Tsirapidis    | Grecia        | 2h01'19"5 | +3'32"7  |
| 28      | Ján Kútnik              | Rep. Ceca     | 2h01'19"5 | +3'32"7  |
| 29      | Thomas Sunter           | Gran Bretagna | 2h01'23"2 | +3'36"4  |
| 30      | Yuval Safra             | Israele       | 2h01'34"5 | +3'47"7  |
| 31      | Pál Joensen             | Fær Øer       | 2h02'18"8 | +4'32"0  |
| 32      | Marcel Schouten         | Paesi Bassi   | 2h03'10"8 | +5'24"0  |
| 33      | Georgios Arniakos       | Grecia        | 2h03'36"7 | +5'49"9  |
| 34      | Shahar Resman           | Israele       | 2h03'36"8 | +5'50"0  |
| 35      | Matthias Schweinzer     | Austria       | 2h03'38"4 | +5'51"6  |
| 36      | Christopher Bryan       | Irlanda       | 2h03'42"5 | +5'55"7  |
| 37      | Jonathan Bar Eli        | Israele       | 2h08'57"6 | +11'10"8 |
| 38      | Gergely Kutasi          | Ungheria      | 2h13'29"1 | +15'42"3 |
| -       | Jovan Mitrovic          | Svizzera      | -         | DNF      |
| -       | Rostislav Vítek         | Rep. Ceca     | -         | DNF      |
| -       | Alphonse de Koster      | Paesi Bassi   | -         | DNF      |
| -       | Nico Mak                | Paesi Bassi   | -         | DNF      |